# Felix Haas
Felix Haas (9. ledna 1925, Brno  – 9. května 1993, Brno) byl český teoretik a historik architektury a vysokoškolský pedagog. Publikoval mnohé práce z oboru dějin architektury. V mládí přežil holokaust.

## Život
Narodil se a vyrůstal v Brně. Dne 29. března 1942 byl společně s rodiči převezen do koncentračního tábora v Terezíně, kde jeho otec v říjnu zemřel. On sám byl později převezen, stejně jako jeho matka, která věznění nepřežila, do koncentračního tábora Auschwitz. Osvobození se dočkal v táboře Blechhammer.
Po osvobození se vrátil do Brna a dokončil studium na střední škole. Poté vystudoval Fakultu architektury a pozemního stavitelství na Vysokém učení technickém. Kde po dokončení nastoupil jako pedagogický a vědecký pracovník a věnoval se především dějinám architektury. V roce 1961 byl jmenován docentem. Na fakultě působil až do předčasného odchodu do penze ze zdravotních důvodů v roce 1982. Mezi jeho nejvýznamnější publikace patří Moderná svetová architektúra z roku 1968, Gaudí z roku 1971 a Architektura 20. století, poprvé vydaná v roce 1978. Dále publikoval v časopisech a sbornících Sborník VUT, Architektura ČSR, Československý architekt, Domov, Estetická výchova, Věda a život, Projekt a Výtvarná práce.
Zemřel 9. května roku 1993 v Brně.

## Dílo
- HAAS, Felix. Historické principy v moderní architektuře obytných staveb. Brno: Vysoké učení technické, 1958.
- HAAS, Felix. Český měšťanský dům pozdní gotiky a renesance. Brno: Vysoké učení technické, 1964.
- HAAS, Felix. Vývoj architektury a umění ve středověku: určeno pro posl. fak. stavební. Učební texty vys. škol. Praha: SNTL, 1964.
- HAAS, Felix. Vývoj architektury a umění v novověku. Učební texty vysokých škol / Vysoké učení technické v Brně, Fakulta stavební. Praha: Státní nakladatelství technické literatury, 1964.
- HAAS, Felix. Vývoj architektury a umění v 19. a 20. století. Učební texty vysokých škol. Praha: Státní nakladatelství technické literatury, 1964.
- HAAS, Felix. Přehled vývoje stavebnictví a architektury včetně stavby měst. Učební texty vysokých škol. Praha: Státní pedagogické nakladatelství, 1965.
- HAAS, Felix. Moderná svetová architektúra. Bratislava: Vydavateľstvo Slovenského fondu výtvarných umení, 1968.
- HAAS, Felix. A systematic classification of visual forms. Brno: Vysoké učení technické v Brně, 1968.
- HAAS, Felix. Systematika vizuálních reforem: résumé. Česko: 1968.
- HAAS, Felix. Antoni Gaudí. Online. Současné světové umění. Praha: Odeon, 1971.
- HAAS, Felix. Architektura 20. století: celostátní učebnice pro studující na vysokých školách univerzitního směru. Učebnice pro vysoké školy. Praha: Státní pedagogické nakladatelství, 1978
- HAAS, Felix. Vývoj architektury a umění ve starověku. Praha: SNTL-Nakladatelství technické literatury, 1979.
- BUKOVSKÝ, Jan a Felix HAAS. Nauka o projektování: přehled vývoje architektury a stavebnictví: určeno pro posl. fak. stavební. 1. vyd. Praha: Mezinárodní organizace novinářů, 1990, 175 s. Učební texty vysokých škol. ISBN 80-214-0129-X.

## Ocenění
- 1. cena Svazu českých architektů za teoretickou práci v letech 1968–1969 (uděleno v roce 1970)
- Krajská cena Bedřicha Václavka (uděleno v roce 1979)[1]